# Петушки (місто)
Петушки (рос. Петушки) — місто у Петушинському районі Владимирської області Російської Федерації.
Входить до складу муніципального утворення місто Петушки. Населення становить 13 112 осіб (2018).

## Історія
Населений пункт розташований на землях фіно-угорського народу мещери.
Від 12 липня 1929 року належить до Петушинського району, утвореного спочатку у складі Орєхо-Зуєвського округу Московської області.
Згідно із законом від 13 жовтня 2004 року входить до складу муніципального утворення місто Петушки.

## Населення
| 1905    | 1926    | 1931    | 1939    | 1959    | 1970    | 1979    |
| ------- | ------- | ------- | ------- | ------- | ------- | ------- |
| 161     | ↗1200   | ↗5500   | ↗5936   | ↗11 475 | ↗12 862 | ↗17 602 |
| 1989    | 1992    | 1996    | 1998    | 2000    | 2001    | 2002    |
| ↗20 144 | ↘19 900 | ↘19 300 | ↘18 900 | ↘18 500 | ↘18 200 | ↘16 482 |
| 2003    | 2005    | 2006    | 2007    | 2008    | 2009    | 2010    |
| ↗16 500 | ↘15 600 | ↘15 300 | ↘15 000 | ↘14 900 | ↘14 756 | ↗15 148 |
| 2011    | 2012    | 2013    | 2014    | 2015    | 2016    | 2017    |
| ↘15 121 | ↘14 760 | ↘14 375 | ↘14 113 | ↘13 915 | ↘13 620 | ↘13 382 |
| 2018    |         |         |         |         |         |         |
| ↘13 112 |         |         |         |         |         |         |